# Eendracht (schip, 1615)
De Eendracht was een Nederlands schip in dienst van de Vereenigde Oostindische Compagnie. Het was een schip van 500 lasten (250 ton) en gebouwd in Amsterdam. Het had op de eerste reis 32 stukken geschut en waarschijnlijk circa 250 man aan boord, waarvan er nog voor vertrek al 29 deserteerden. De kapitein op de heenreis was Dirk Hartog. Het schip vertrok 23 januari 1616 uit Texel en arriveerde tot ontevredenheid van de bewindvoerders pas op 9 april 1617 te Bantam, omdat Dirk Hartogs er voor had gekozen om vanaf Kaap de Goede Hoop een zuidelijke koers te varen, nadat men de andere schepen uit de vloot was kwijtgeraakt. Zodoende stootte men op de westkust van het nog grotendeels onbekende Australië. Vervolgens deden ze Makassar aan om de voedselvoorraad aan te vullen, maar daar heerste een vijandige sfeer, en men verloor er 16 man.
Het schip werd op Ambon geladen met kruidnagelen en op 19 december 1617 vertrok het in een vloot weer naar Amsterdam. Op 16 oktober 1618 arriveerde het schip te Zeeland. Of Dirk Hartog op de terugreis nog de schipper was is niet bekend. Hij heeft daarna in ieder geval niet meer voor de VOC gevaren. Na de tweede uitreis bleef de Eendracht in Indië. Uiteindelijk is het schip op de westkust van Ambon vergaan op 13 mei 1622.  Het Eendrachtsland werd naar de Eendracht genoemd.
Aagtekerke · Akerendam · Amsterdam · Arnhem · Batavia · Bleijenburg · Concordia · De Dry Heuvels · De Dry Papegaijtiens · Dromedaris · Duyfken · Eendracht · Eendraght · Fortuyn · Geldermalsen · Gouden Buys · Goudriaan · 't Gulden Zeepaert · Halve Maen · Hof van Zeelandt · Hollandia · Landskroon · Leeuwin · Magdalena · Mauritius · Meermin · Midloo · Negotie · Nieuw Hoorn · Nieuwvliet · Nijenburg · Oude Zijpe (1711) · Oude Zijpe (1740) · Prins Willem · Rarop · Ravenstein · Ridderschap van Holland · Saerdam · Schiedam · Valkenbos · Vergulde Draeck · 't Vliegend Hert · Voetboog · Wapen van Amsterdam · 't Wapen van Hoorn · Westerbeek · Wimmenum · Zuytdorp · Zeewijk